# Europese top 12 2006
Europese Top-12 2006 is de 35e editie van het Europese Top-12 toernooi. Het toernooi is een Europees tafeltennistoernooi dat jaarlijks gehouden wordt tussen de er sterkste spelers en speelsters van Europa. In 2006 werd dit toernooi op 4 en 5 februari gehouden in de DK Hallen in het Deense Kopenhagen.

## Mannen

### Groepsfase

#### Groep A
| Timo Boll       | Duitsland  | - | Aleksej Smirnov | Rusland    | 4 - 1 |
| Werner Schlager | Oostenrijk | - | Aleksej Smirnov | Rusland    | 4 - 1 |
| Timo Boll       | Duitsland  | - | Werner Schlager | Oostenrijk | 4 - 0 |

| rang | naam            | land       | wed | pnt | saldo | K |
| ---- | --------------- | ---------- | --- | --- | ----- | - |
| 1    | Timo Boll       | Duitsland  | 2   | 4   | 8-1   | K |
| 2    | Werner Schlager | Oostenrijk | 2   | 2   | 4-5   | K |
| 3    | Aleksej Smirnov | Rusland    | 2   | 0   | 2-8   | - |

#### Groep B
| Adrian Crişan | Roemenië   | - | Peter Karlsson | Zweden     | 2 - 4 |
| Chen Weixing  | Oostenrijk | - | Peter Karlsson | Zweden     | 4 - 3 |
| Adrian Crişan | Roemenië   | - | Chen Weixing   | Oostenrijk | 0 - 4 |

| rang | naam           | land       | wed | pnt | saldo | K |
| ---- | -------------- | ---------- | --- | --- | ----- | - |
| 1    | Chen Weixing   | Oostenrijk | 2   | 4   | 8-3   | K |
| 2    | Peter Karlsson | Zweden     | 2   | 2   | 7-6   | K |
| 3    | Adrian Crişan  | Roemenië   | 2   | 0   | 2-8   | - |

#### Groep C
| Jean-Michel Saive | België  | - | Petr Korbel    | Tsjechië | 2 - 4 |
| Zoran Primorac    | Kroatië | - | Petr Korbel    | Tsjechië | 0 - 4 |
| Jean-Michel Saive | België  | - | Zoran Primorac | Kroatië  | 3 - 4 |

| rang | naam              | land     | wed | pnt | saldo | K |
| ---- | ----------------- | -------- | --- | --- | ----- | - |
| 1    | Petr Korbel       | Tsjechië | 2   | 4   | 8-2   | K |
| 2    | Zoran Primorac    | Kroatië  | 2   | 2   | 4-7   | K |
| 3    | Jean-Michel Saive | België   | 2   | 0   | 5-8   | - |

#### Groep D
| Vladimir Samsonov | Wit-Rusland | - | Lucjan Błaszczyk | Polen      | 4 - 1 |
| Michael Maze      | Denemarken  | - | Lucjan Błaszczyk | Polen      | 4 - 0 |
| Vladimir Samsonov | Wit-Rusland | - | Michael Maze     | Denemarken | 3 - 4 |

| rang | naam              | land        | wed | pnt | saldo | K |
| ---- | ----------------- | ----------- | --- | --- | ----- | - |
| 1    | Michael Maze      | Denemarken  | 2   | 4   | 8-3   | K |
| 2    | Vladimir Samsonov | Wit-Rusland | 2   | 2   | 7-5   | K |
| 3    | Lucjan Błaszczyk  | Polen       | 2   | 0   | 1-8   | - |

### Kwartfinale
| Timo Boll      | Duitsland | - | Vladimir Samsonov | Wit-Rusland | 4 - 1 |
| Zoran Primorac | Kroatië   | - | Chen Weixing      | Oostenrijk  | 4 - 2 |
| Petr Korbel    | Tsjechië  | - | Werner Schlager   | Oostenrijk  | 1 - 4 |
| Peter Karlsson | Zweden    | - | Michael Maze      | Denemarken  | 2 - 4 |

### Halve finale
| Timo Boll       | Duitsland  | - | Zoran Primorac | Kroatië    | 4 - 1 |
| Werner Schlager | Oostenrijk | - | Michael Maze   | Denemarken | 4 - 2 |

### Finale
| Timo Boll | Duitsland | - | Werner Schlager | Oostenrijk | 4 - 0 |

## Vrouwen

### Groepsfase

#### Groep A
| Tamara Boroš | Kroatië   | - | Elke Wosik | Duitsland | 4 - 2 |
| Li Jiao      | Nederland | - | Elke Wosik | Duitsland | 3 - 4 |
| Tamara Boroš | Kroatië   | - | Li Jiao    | Nederland | 3 - 4 |

| rang | naam         | land      | wed | pnt | saldo | K |
| ---- | ------------ | --------- | --- | --- | ----- | - |
| 1    | Tamara Boroš | Kroatië   | 2   | 2   | 7-6   | K |
| 2    | Li Jiao      | Nederland | 2   | 2   | 7-7   | K |
| 3    | Elke Wosik   | Duitsland | 2   | 2   | 6-7   | - |

#### Groep B
| Krisztina Tóth | Hongarije | - | Nikoleta Stefanova | Italië    | 1 - 4 |
| Nicole Struse  | Duitsland | - | Nikoleta Stefanova | Italië    | 4 - 1 |
| Krisztina Tóth | Hongarije | - | Nicole Struse      | Duitsland | 2 - 4 |

| rang | naam               | land      | wed | pnt | saldo | K |
| ---- | ------------------ | --------- | --- | --- | ----- | - |
| 1    | Nicole Struse      | Duitsland | 2   | 4   | 8-3   | K |
| 2    | Nikoleta Stefanova | Italië    | 2   | 2   | 5-5   | K |
| 3    | Krisztina Tóth     | Hongarije | 2   | 0   | 3-8   | - |

#### Groep C
| Mihaela Şteff | Roemenië   | - | Wu Jiaduo | Duitsland  | 4 - 2 |
| Liu Jia       | Oostenrijk | - | Wu Jiaduo | Duitsland  | 4 - 0 |
| Mihaela Şteff | Roemenië   | - | Liu Jia   | Oostenrijk | 4 - 0 |

| rang | naam          | land       | wed | pnt | saldo | K |
| ---- | ------------- | ---------- | --- | --- | ----- | - |
| 1    | Mihaela Şteff | Roemenië   | 2   | 4   | 8-2   | K |
| 2    | Liu Jia       | Oostenrijk | 2   | 2   | 4-4   | K |
| 3    | Wu Jiaduo     | Duitsland  | 2   | 0   | 2-8   | - |

#### Groep D
| Viktoryja Pawlovitsj | Wit-Rusland | - | Jie Schöpp  | Duitsland | 4 - 0 |
| Shen Yanfei          | Spanje      | - | Jie Schöpp  | Duitsland | 4 - 3 |
| Viktoryja Pawlovitsj | Wit-Rusland | - | Shen Yanfei | Spanje    | 4 - 0 |

| rang | naam                 | land        | wed | pnt | saldo | K |
| ---- | -------------------- | ----------- | --- | --- | ----- | - |
| 1    | Viktoryja Pawlovitsj | Wit-Rusland | 2   | 4   | 8-0   | K |
| 2    | Shen Yanfei          | Spanje      | 2   | 2   | 4-7   | K |
| 3    | Jie Schöpp           | Duitsland   | 2   | 0   | 3-8   | - |

### Kwartfinale
| Tamara Boroš       | Kroatië    | - | Shen Yanfei          | Spanje      | 4 - 0 |
| Nikoleta Stefanova | Italië     | - | Mihaela Şteff        | Roemenië    | 1 - 4 |
| Nicole Struse      | Duitsland  | - | Li Jiao              | Nederland   | 2 - 4 |
| Liu Jia            | Oostenrijk | - | Viktoryja Pawlovitsj | Wit-Rusland | 4 - 0 |

### Halve finale
| Tamara Boroš | Kroatië   | - | Mihaela Şteff | Roemenië   | 4 - 3 |
| Li Jiao      | Nederland | - | Liu Jia       | Oostenrijk | 3 - 4 |

#### Finale
| Tamara Boroš | Kroatië | - | Liu Jia | Oostenrijk | 4 - 1 |